# 郭浩 (1974年)
郭浩（1974年6月—），江苏徐州人，中华人民共和国政治人物。经济学博士，高级经济师。曾任鹤壁市人民政府市长，现任中原银行董事长。

## 简历
郭浩早年在中国人民大学财政金融学院金融学专业学习，期间加入中国共产党，本科毕业后考进同校研究生院，1999年取得中国人民大学金融学专业经济学硕士学位，2003年在职取得中国人民大学金融学专业经济学博士学位。
他曾于国家开发银行、中共北京市委金融工委（市政府金融工作办公室）、北京市人民政府国有资产监督管理委员会、北京市发展和改革委员会等单位工作。2008年，调至河南，任河南省农村信用社联合社副主任、党委委员。2009年，改任河南省人民政府金融服务办公室副主任、党组成员。2013年9月，任河南省人民政府副秘书长、办公厅党组成员。2016年9月，兼任河南省人民政府研究室主任。2017年12月，任中共鹤壁市委副书记，代市长，2018年1月任市长。2023年3月，不再担任鹤壁市人民政府市长职务。
2023年4月，任中原银行董事长。